# Mezinárodní letiště Brasília
Mezinárodní letiště Brasília nebo Mezinárodní letiště prezidenta Juscelino Kubitscheka-Brasília (portugalsky Aeroporto Internacional de Brasília - Presidente Juscelino Kubitschek de Oliveira), (IATA: BSB, ICAO: SBBR ) je mezinárodní letiště v brazilském hlavním městě Brasília. V roce 2011 bylo v celostátním měřítku na třetím místě v počtu přepravených cestujících a na šestém místě v objemu přepraveného zboží. Část letiště slouží jako základna brazilských vzdušných sil.
Kromě spojení s významnými letišti Latinské Ameriky má letiště přímé linky do Miami, Atlanty, Madridu, Lisabonu, Paříže, Londýna, Porta a Barcelony.

## Historie

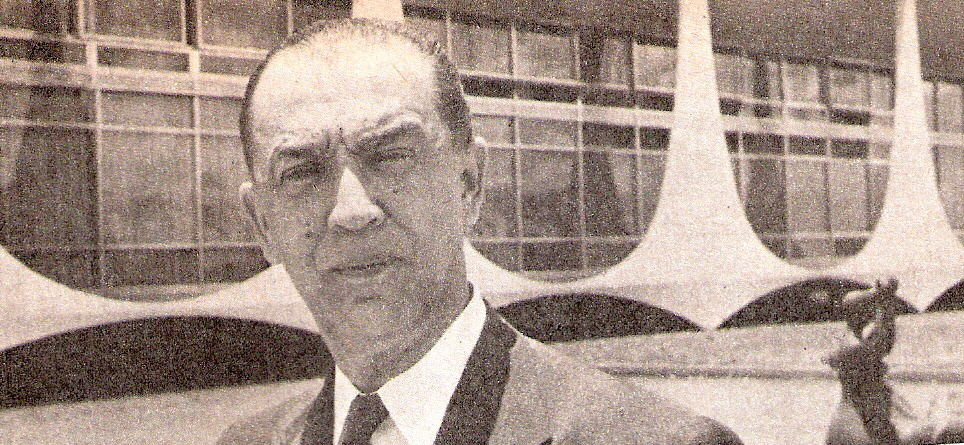
Prezident Juscelino Kubitschek de Oliveira

Oscar Niemeyer naprojektoval v roce 1965 areál letiště, ale po vojenském převratu v roce 1964 se vláda Brazílie rozhodla návrh odmítnout a architektonický koncept vypracoval architekt brazilských ozbrojených sil Tércio Fontana Pacheco. Letiště je tak jednou z mála významných budov a areálů v hlavním městě, se kterými není Oscar Niemeyer spřízněn.
V roce 1990 letiště prošlo první modernizací a v roce 2005 byla postavena druhá přistávací dráha.

## Rozvoj letiště
V roce 2009 brazilská vláda schválila plán investic se záměrem přípravy na Letní olympijské hry 2016 a Mistrovství světa ve fotbale 2014. Investice v hodnotě 306 milionů dolarů zahrnují rozšíření a modernizaci terminálu, zvýšení počtu parkovacích míst a rozšíření pojezdových drah.